# Cadre-47/2-Europameisterschaft 1983

Logo CEB (ausrichtender Verband)

Veranstaltungsort: Elda

Die Cadre-47/2-Europameisterschaft 1983 war das 44. Turnier in dieser Disziplin des Karambolagebillards und fand vom 14. bis zum 17. April 1983 in Elda in der spanischen Provinz Alicante statt. Es war die neunte Cadre-47/2-Europameisterschaft in Spanien.

## Geschichte
Der erst 21-jährige Bozener Marco Zanetti sicherte sich gleich bei seiner ersten Cadre 47/2 Teilnahme den Europameistertitel. Im Finale gegen den Titelverteidiger Klaus Hose  siegte Zanetti nervenstark mit 2:0 Sätzen. Den dritten Platz holte sich der zweifache Europameister in dieser Disziplin Hans Vultink mit einem Sieg im letzten Spiel gegen Peter Bracke mit 2:1 Sätzen. Der Velberter Thomas Wildförster fand zu spät in diesem Turnier zu seiner Bestform. Er wurde nur Gruppendritter, gewann aber das Spiel um Platz fünf gegen Georges Bourezg mit 2:0 Sätzen. Wildförster beendete beide Sätze in einer Aufnahme.

## Turniermodus
Erstmals wurde eine Cadre 47/2-Europameisterschaft im Satzsystem mit zwei Gewinnsätzen bis 100 Punkte gespielt. Endete ein Satz in einer Aufnahme gab es einen Nachstoß. Dann war ein Unentschieden möglich. Ansonsten wurde ohne Nachstoß gespielt.
Zuerst wurde in zwei Gruppen à fünf Spieler gespielt. Die beiden Besten jeder Gruppe kamen in die Endrunde. Hier spielte Jeder gegen Jeden. Die Plätze fünf bis acht wurden auch ausgespielt. Die beiden Gruppenletzten schieden nach der Gruppenphase aus.
Bei MP-Gleichstand wird in folgender Reihenfolge gewertet:
1. MP = Matchpunkte
2. SP = Satzpunkte
3. GD = Generaldurchschnitt
4. HS = Höchstserie

## Vorrunde
| Abschlusstabelle Gruppe A | Abschlusstabelle Gruppe A | Abschlusstabelle Gruppe A | Abschlusstabelle Gruppe A | Abschlusstabelle Gruppe A | Abschlusstabelle Gruppe A | Abschlusstabelle Gruppe A | Abschlusstabelle Gruppe A | Abschlusstabelle Gruppe A | Abschlusstabelle Gruppe A |
| Platz                     | Name                      | MP                        | SP                        | Pkte.                     | Aufn.                     | GD                        | BED                       | BSD                       | HS                        |
| ------------------------- | ------------------------- | ------------------------- | ------------------------- | ------------------------- | ------------------------- | ------------------------- | ------------------------- | ------------------------- | ------------------------- |
| 1                         | Marco Zanetti             | 8:0                       | 23:9                      | 936                       | 38                        | 24,63                     | 41,80                     | 100,00                    | 100                       |
| 2                         | Klaus Hose                | 6:2                       | 25:7                      | 926                       | 27                        | 34,29                     | 40,00                     | 100,00                    | 100                       |
| 3                         | Georges Bourezg           | 4:4                       | 15:17                     | 672                       | 35                        | 19,20                     | 30,57                     | 100,00                    | 100                       |
| 4                         | Carlos Tuset              | 2:6                       | 12:20                     | 794                       | 39                        | 20,35                     | 28,57                     | 100,00                    | 100                       |
| 5                         | Kurt Mastny               | 0:8                       | 5:27                      | 587                       | 37                        | 15,86                     | –                         | 50,00                     | 88                        |

| Abschlusstabelle Gruppe B | Abschlusstabelle Gruppe B | Abschlusstabelle Gruppe B | Abschlusstabelle Gruppe B | Abschlusstabelle Gruppe B | Abschlusstabelle Gruppe B | Abschlusstabelle Gruppe B | Abschlusstabelle Gruppe B | Abschlusstabelle Gruppe B | Abschlusstabelle Gruppe B |
| Platz                     | Name                      | MP                        | SP                        | Pkte.                     | Aufn.                     | GD                        | BED                       | BSD                       | HS                        |
| ------------------------- | ------------------------- | ------------------------- | ------------------------- | ------------------------- | ------------------------- | ------------------------- | ------------------------- | ------------------------- | ------------------------- |
| 1                         | Hans Vultink              | 6:2                       | 22:10                     | 860                       | 24                        | 35,83                     | 66,66                     | 100,00                    | 100                       |
| 2                         | Peter Bracke              | 6:2                       | 20:12                     | 861                       | 35                        | 24,60                     | 25,00                     | 100,00                    | 100                       |
| 3                         | Thomas Wildförster        | 4:4                       | 18:14                     | 815                       | 35                        | 23,28                     | 74,25                     | 100,00                    | 100                       |
| 4                         | José Albert               | 2:6                       | 16:16                     | 863                       | 45                        | 19,17                     | 19,18                     | 100,00                    | 100                       |
| 5                         | Martinus Wijnen           | 0:8                       | 4:28                      | 633                       | 43                        | 14,72                     | –                         | 100,00                    | 100                       |

### Platzierungsspiele
| Platz            | Name               | MP  | SP  | Pkte. | Aufn. | GD     |
| ---------------- | ------------------ | --- | --- | ----- | ----- | ------ |
| Spiel um Platz 7 |                    |     |     |       |       |        |
| 7                | José Albert        | 2:0 | 6:2 | 273   | 8     | 34,12  |
| 8                | Carlos Tuset       | 0:2 | 2:6 | 238   | 8     | 29,75  |
| Spiel um Platz 5 |                    |     |     |       |       |        |
| 5                | Thomas Wildförster | 2:0 | 8:0 | 200   | 2     | 100,00 |
| 6                | Georges Bourezg    | 0:2 | 0:8 | 18    | 2     | 9,00   |

### Endrunde
| Rangliste | Rangliste     | Rangliste | Rangliste | Rangliste | Rangliste | Rangliste | Rangliste | Rangliste | Rangliste |
| Platz     | Name          | MP        | SP        | Pkte.     | Aufn.     | GD        | BED       | BSD       | HS        |
| --------- | ------------- | --------- | --------- | --------- | --------- | --------- | --------- | --------- | --------- |
| 1         | Marco Zanetti | 6:0       | 24:0      | 600       | 13        | 46,15     | 50,00     | 100,00    | 100       |
| 2         | Klaus Hose    | 4:2       | 14:10     | 533       | 17        | 31,35     | 50,00     | 100,00    | 100       |
| 3         | Hans Vultink  | 2:4       | 8:16      | 458       | 25        | 18,32     | 19,08     | 50,00     | 71        |
| 4         | Peter Bracke  | 0:6       | 2:22      | 401       | 212       | 19,09     | –         | 50,00     | 93        |

## Abschlusstabelle
| MP    | Match Points (Sieger = 2; Unentschieden = 1; Verlierer = 0) |
| Pkte. | Erzielte Karambolagen                                       |
| Aufn. | Benötigte Versuche                                          |
| GD    | Generaldurchschnitt                                         |
| BED   | Bester Einzeldurchschnitt eines Spielers                    |
| HS    | Höchstserie                                                 |
|       | Bester GD des Turniers                                      |
|       | Bester ED des Turniers                                      |
|       | Beste HS des Turniers                                       |
|       | 1. Platz (Gold)                                             |
|       | 2. Platz (Silber)                                           |
|       | 3. Platz (Bronze)                                           |

| Platz                      | Name               | MP   | SP    | Pkte. | Aufn. | GD    | BED    | BSD    | HS  |
| -------------------------- | ------------------ | ---- | ----- | ----- | ----- | ----- | ------ | ------ | --- |
| 1                          | Marco Zanetti      | 14:0 | 47:9  | 1536  | 51    | 30,11 | 50,00  | 100,00 | 100 |
| 2                          | Klaus Hose         | 10:4 | 39:17 | 1459  | 44    | 33,15 | 50,00  | 100,00 | 100 |
| 3                          | Hans Vultink       | 8:6  | 30:26 | 1318  | 49    | 26,89 | 66,66  | 100,00 | 100 |
| 4                          | Peter Bracke       | 6:8  | 22:34 | 1262  | 56    | 22,53 | 25,00  | 100,00 | 100 |
| 5                          | Thomas Wildförster | 6:4  | 26:14 | 1015  | 37    | 27,43 | 100,00 | 100,00 | 100 |
| 6                          | Georges Bourezg    | 4:6  | 15:25 | 690   | 37    | 18,64 | 30,57  | 100,00 | 100 |
| 7                          | José Albert        | 6:4  | 22:18 | 1136  | 53    | 21,43 | 34,12  | 100,00 | 100 |
| 8                          | Carlos Tuset       | 2:8  | 14:26 | 1032  | 47    | 21,95 | 28,57  | 100,00 | 100 |
| 9                          | Kurt Mastny        | 0:8  | 5:27  | 587   | 37    | 15,86 | –      | 50,00  | 88  |
| 10                         | Martinus Wijnen    | 0:8  | 4:28  | 633   | 43    | 14,72 | –      | 100,00 | 100 |
| Turnierdurchschnitt: 23,49 |                    |      |       |       |       |       |        |        |     |